# 인생극장
"인생극장"은 1983년에 개봉한 대한민국의 영화이다.

## 캐스팅
- 원미경 : 강수아 역
- 김동현 : 장석 역
- 박원숙
- 이광열
- 김윤형
- 김의상
- 최병철
- 유다희
- 김태정
- 재갈숙
- 정옥선
- 김옥진
- 김순정
- 노금님
- 남수정
- 강영아
- 정영국
- 김민규
- 박만규
- 나갑성
- 길달호
- 한명환
- 남포동
- 이석구
- 이예성
- 임성포
- 박인순